# Lebbeus Woods
Lebbeus Woods (Lansing (Michigan), 1940 – New York, 30 oktober 2012) was een Amerikaanse architect, beeldhouwer en architectuurtheoreticus.

## Leven en werk
Woods studeerde van 1958 tot 1960 aan de Purdue University School of Engineering in West Lafayette (Indiana) en van 1960 tot 1964 aan de University of Illinois School of Architecture in Chicago. Hij was aansluitend tot 1968 in dienst van het architectenbureau Eero Saarinen & Associates en tot 1976 werkzaam als zelfstandig ontwerper. Hij ontwierp gebouwen voor San Francisco, Chengdu, Havana en Sarajevo. Vanaf 1976 richtte hij zich op architectuurtheorie en experimentele architectuur.
Woods ontving de Progressive Architecture Award for Design Research, de American Institute of Architects Award for Design en de Chrysler Award for Innovation in Design. Hij is hoogleraar architectuur aan The Cooper Union in New York en de European Graduate School in het Zwitserse Saas-Fee.
In 2004 werd in Rotterdam een van de weinige ontwerpen, die hij heeft gerealiseerd voor de openbare ruimte, geïnstalleerd op de gevel van het depotgebouw van het Nederlands Architectuurinstituut (NAi). Dit werk, The Hermitage, werd in 1998 in samenwerking met de Technische Universiteit Eindhoven gecreëerd en door de TU/e aan het NAi geschonken. De sculptuur maakt thans deel uit van de Rotterdamse Internationale Beelden Collectie.

## Werk in de openbare ruimte
- The Hermitage (1998/99), Internationale Beelden Collectie in Rotterdam